# Объёмно-модульное домостроение
Объемно-модульное домостроение (ОБД) — один из видов сборного строительства, основанный на использовании предварительно изготовленных в заводских условиях блок-модулей при возведении зданий различного назначения.

## Описание
Процесс возведения объёмно-модульного дома заключается в следующем. На специализированном заводе из сборочных единиц изготавливаются отдельные укрупнённые блок-модули дома. В общем виде технологический процесс изготовления модулей выглядит так: на основание устанавливаются стены и перегородки, а сверху — складное перекрытие.
Готовый комплект (с крышей) включает все внутренние инженерные коммуникации (включая слаботочные), всю внутреннюю (и частично внешнюю) отделку и встроенную мебель (к примеру, кухни).
Далее, объёмные модули возводимого здания перевозятся на строительную площадку, на которой осуществляется объединение модулей и монтаж на предварительно изготовленный фундамент. Соединение частей дома осуществляется при помощи болтов. На последнем этапе производится подключение дома ко внешним инженерным сетям и благоустройство придомовой территории.

## Элементы конструкции
Конструкция блок-модуля включает:
- основание.
- наружные стены.
- межмодульные стены.
- внутренние перегородки модуля.
- складывающуюся на шарнирах крышу.

## Достоинства и недостатки
Достоинства:
- Повышение качества за счет цикла производства в заводских условиях и отсутствия негативных внешних факторов строительной площадки;
- Короткие сроки изготовления и монтажа домов.
- Цена квартир как правило ниже по сравнении с другими типами зданий (панельные, монолитно-кирпичные).
- Модули покидают завод практически полностью готовыми к эксплуатации – предусмотрены все инженерные коммуникации, внутренняя отделка, фасад.

К недостаткам относят:
- Увеличение грузоподъемности транспорта и техники;
- Сложности с транспортировкой готовых блоков;
- Средний эксплуатационный срок службы объёмно-модульного дома (50-60 лет) сопоставим лишь с домами из пенобетона (около 70 лет) и существенно меньше, чем у монолитных и кирпичных
- Невозможность перепланировки, так как весь блок представляют собой несущую конструкцию.

## История
Развитие объёмно-модульного домостроения в России прошло несколько ключевых этапов:
- 1920-30е года: Архитектор К. Мельников выдвинул концепцию Дома-контейнера, представляющего собой два врезанных друг в друга цилиндра. Это стало первой попыткой создания доступного жилья для социалистического общества. В дипломном проекте «Новый город» Т. Варенцов  в проекте многоэтажного дома предложил закреплять типовые жилые ячейки  в виде консолей к центральному остову-ядру. [4]Архитекторы Н. Ладовский и В. Караулов предложили каркасно-блочную систему жилого дома. Эта система легла в основу будущих технологий модульного строительства.[5]
- 1960-70-е годы: Начался массовый рост объёмно-модульного домостроения в СССР. Стремительное развитие технологии привело к активному возведению доступного жилья для советских граждан.
- 1969 год: Совет министров СССР подписал постановление "О развитии объемно-блочного домостроения". Это дало толчок созданию заводов по производству объёмных модулей на территории России, Украины и Белоруссии. Заводы выпускали цельноформованные комнаты, кухни, санузлы, лифтовые шахты и лестницы.
- в 1972 году по технологии ОБД были построены жилые дома общей площадью 150 тыс. м², высотой до 24 этажей.
- 1980-90-е годы: С наступлением эпохи перестройки и изменениями в экономике объёмно-модульное домостроение стало постепенно сворачиваться.

В современной России «новая» технология ОБД возрождается – открываются производства, модернизируются существующие. Как минимум четыре компании (2 в Москве, 1 в Воронеже и 1 в Краснодаре) строят и сдают в эксплуатацию по технологии объемно-блочного домостроения. Наиболее крупным функционирующим предприятием объемно-блочного домостроения из сохранившихся с советского периода является ЗАО «ОБД» (Краснодар). Среди построенных в современной России практически единственным производством объемно-блочного домостроения с усовершенствованной традиционной технологией изготовления является завод строительной компании «ВЫБОР-ОБД» (Воронеж).  Наиболее современным производством по изготовлению высокотехнологичных модульных зданий на территории России является компания, производящая модульные объекты под брендом SP-MODUL. 
И пока в современной России технология только начинает вновь применяться, а в других странах, например в США, она уже получила достаточно широкое распространение.